# Psychomantis malayensis
Psychomantis malayensis es una especie de mantis de la familia Hymenopodidae.

## Distribución geográfica
Se encuentra en Malasia.